# Colobinae
Los colobinos (Colobinae) son una subfamilia de primates catarrinos de la familia Cercopithecidae que incluye 58 especies distribuidas en 9 géneros diferentes.
La mayoría son monos arbóreos de tamaño medio y se hallan en muy diversas zonas intertropicales. Son herbívoros y su gestación dura 6 o 7 meses. El destete se produce al año y llegan a vivir de 3 a 6 años, incluso 20 en cautividad. 

## Características generales
Con alguna excepción, la mayoría son arbóreos, presentan una larga cola y atrofia en los pulgares. A diferencia de la subfamilia Cercopithecinae (que comparte junto a Colobinae la familia Cercopithecidae), tienen las patas traseras más largas que las delanteras.
Son esencialmente folívoros y una de las características más llamativas es la presencia de un largo estómago multicameral, precisamente para permitir el procesamiento de las hojas por bacterias simbióticas.

## Géneros y especies
Tribu Colobini
- Género Colobus
  - Colobus satanas
  - Colobus angolensis
  - Colobus polykomos
  - Colobus vellerosus
  - Colobus guereza
- Género Piliocolobus
  - Piliocolobus badius
  - Piliocolobus pennantii
  - Piliocolobus preussi
  - Piliocolobus tholloni
  - Piliocolobus foai
  - Piliocolobus tephrosceles
  - Piliocolobus gordonorum
  - Piliocolobus kirkii
  - Piliocolobus rufomitratus
- Género Procolobus
  - Procolobus verus

Tribu Presbytini
- Género Semnopithecus
  - Semnopithecus schistaceus
  - Semnopithecus ajax
  - Semnopithecus hector
  - Semnopithecus entellus
  - Semnopithecus hypoleucos
  - Semnopithecus dussumieri
  - Semnopithecus priam
- Género Trachypithecus
  - Trachypithecus vetulus
  - Trachypithecus johnii
  - Trachypithecus auratus
  - Trachypithecus cristatus
  - Trachypithecus germaini
  - Trachypithecus barbei
  - Trachypithecus obscurus
  - Trachypithecus phayrei
  - Trachypithecus pileatus
  - Trachypithecus shortridgei
  - Trachypithecus geei
  - Trachypithecus francoisi
  - Trachypithecus hatinhensis
  - Trachypithecus poliocephalus
  - Trachypithecus laotum
  - Trachypithecus delacouri
  - Trachypithecus ebenus
- Género Presbytis
  - Presbytis melalophos
  - Presbytis femoralis
  - Presbytis chrysomelas
  - Presbytis siamensis
  - Presbytis frontata
  - Presbytis comata
  - Presbytis thomasi
  - Presbytis hosei
  - Presbytis rubicunda
  - Presbytis potenziani
  - Presbytis natunae
- Género Pygathrix
  - Pygathrix nemaeus
  - Pygathrix nigripes
  - Pygathrix cinerea
- Género Rhinopithecus
  - Rhinopithecus roxellana
  - Rhinopithecus bieti
  - Rhinopithecus brelichi
  - Rhinopithecus avunculus
- Género Nasalis
  - Nasalis larvatus
- Género Simias
  - Simias concolor